# Нафтовод Баку-Тбилиси-Чејхан
Нафтовод Баку-Тбилиси-Чејхан, нафтовод БТЧ или транскавкаски нафтовод, је нафтовод за пренос сирове нафте са нафтних поља Азербејџана и Казахстана у Чејхан на Средоземном мору. Нафтовод је дуг 1760 километара, и пуштен је у промет 2005. године. Грађен је у сврху смањења зависности западноевропских земаља и САД од нафте из персијског залива. Нафтовод својом трасом, и поред евентуално краћег пута, избјегава регионе Азербејџана (Нагорно-Карабах), Грузије (Јужна Осетија и Абхазија) и Турске (Курдистан).

## Техничке карактеристике
Овај нафтовод почиње нафтним терминалом Сангачал код Бакуа, пролази Азербејџаном (442 километра), Грузијом (248 километара) и Турском (1070 километара) и завршава у средоземној луци Чејхан. Својом трасом, нафтовод прелази брда у висини од 2800 метара. На његовој цијелој дужини се налази 8 пумпних, 2 сервисне и 87 вентилних станица. Нафтовод је, због избјегавања саботажа, на цијелој дужини укопан у земљу на дубину од око 1 метра. Пречника је претежно од око једног метра, док се у близини Чејхана благо сужава. Рок трајања овог нафтовода је око 50 година. Капацитет износи око 1 милиоон барела (око 160.000 ) дневно. Запремина цијелог нафтовода износи око 10 милиона барела сирове нафте. Трошкови транспорта износе 3,2 америчка долара по барелу.